# Amiga mía (canción de Alejandro Sanz)
«Amiga mía» es una canción interpretada por el cantautor español Alejandro Sanz, publicada en su cuarto álbum de estudio Más (1997). Se lanzó como el tercer sencillo de dicho álbum por la compañía discográfica WEA Latina el 5 de enero de 1998. Fue la primera canción de Alejandro Sanz en alcanzar el número 1 en el U.S. Billboard Latin Pop Airplay.

## Historia
Su productor y descubridor, Miguel Ángel Arenas, el Capi, narró en su libro "Anécdotas de él conmigo mismo" que esa canción Alejandro la escribió inspirado en su amiga Irene Chamorro (que por esos tiempos estaba enamoradísima de Antonio Flores). El Capi narraba en su libro: "Alejandro e Irene mantienen una amistad de profundidad inalcanzable. Y eso es la canción: Una declaración de amistad". 
Alejandro comenta sobre su canción: "Amiga mía está basada en un hecho real y demuestra que es muy peligroso tener amigos compositores. Y eso que yo soy totalmente contrario a hablar de la vida de los demás, pero me lo puso tan fácil. Es una amiga que tiene su pequeña historia. Para mí más que la historia en sí, su historia, que eso sí debe respetarse y que yo tampoco pretendía airear, lo más importante es que al escribirla le canté toda la primera parte y como un bobo esperaba que se emocionara, pero solo me dijo: "qué inteligente, qué sabio que has hecho una canción de una historia mía". Y a mí eso me sentó fatal, porque lo último que pretendía era... no sé... es un poco egoísta por parte de un compositor pretender que cuando le escribes algo a alguien te lo agradezca de una forma tan desmedida, pero lo que nunca pretendes es que se lo tome así. Entonces toda la segunda parte de la canción es la bronca que le echo por haberme dicho aquello. Además repito todas las palabras que me dijo: "no es ni inteligencia ni sabiduría". Y bueno, ahí quedó. Luego sí se emocionó cuando escuchó la bronca".

## Video musical
El videoclip fue dirigido por Ambrogio Lo Giudice, contó con la colaboración de la actriz italiana Maria Mazza y fue grabado en Costa Amalfitana, Italia a inicios de 1998. En el video su "amiga" despierta por la música que está cantando Alejandro en la azotea de un edificio dentro de una comuna costeara, ella se dirige hacia donde su amado mientras que los pobladores se despiertan sorprendidos y enojados por la música y llaman a la policía para hacerlo bajar de ahí.

## Créditos y personal
- Arreglos: Emanuele Ruffinengo
- Arreglos de Coros: Luca Jurman & Emanuele Ruffinengo
- Batería: Lele Melotti
- Bajo: Paolo Costa
- Guitarra eléctrica: Ludovico Vagnone
- Guitarras acústicas: Joan Bibiloni y Saverio Porciello
- Piano, Teclados y programación: Emanuele Ruffinengo
- Coros: Luca Jurman, Pedro Sánchez, Elena Roggero y Paola Repele

## Posicionamiento
| Listas (1998)                    | Máxima posición |
| -------------------------------- | --------------- |
| U.S. Billboard Hot Latin Tracks  | 2               |
| U.S. Billboard Latin Pop Airplay | 1               |
| Argentina Top Singles            | 1               |
| España Top 50                    | 1               |
| México Top Singles               | 1               |

### Sucesión en las listas
| Predecesor: Huele a peligro de Myriam Hernández | U.S. Billboard Latin Pop Airplay — Sencillo N.º 1 6 de junio de 1998 - 19 de junio de 1998 | Sucesor: Corazón prohibido de Gloria Estefan |